# Beovizija 2008
Die 6. Beovizija war der serbische Vorentscheid für den Eurovision Song Contest 2008 in Belgrad (Serbien).

## Format

### Konzept
Ursprünglich sollten das Halbfinale am 19. Februar 2008 und das Finale am 20. Februar 2008 stattfinden. Wegen der Unabhängigkeitserklärung des Kosovos und der damit zusammenhängenden Ausschreitungen in Belgrad wurde die Beovizija auf den 9. März (Semifinale) und den 10. März (Finale) verschoben.
Dieses Jahr wurde das Finale der Beovizija nicht nur über RTS in Serbien ausgestrahlt, sondern auch mit RTRS (Radio-Televizija Srpska), sowie über zwei Livestreams, über eurovision.tv und die Homepage des Senders.

## Halbfinale
Im Halbfinale am 9. März 2008 traten 20 Kandidaten an. Die Hälfte der Teilnehmer qualifizierten sich für das Finale am kommenden Tag. Die genauen Platzierungen wurden nicht veröffentlicht.
| Platz | Startnr. | Interpret                         | Lied Musik (M) und Text (T)                                             | Sprache  | Übersetzung (Inoffiziell)               | Juryvoting       | Juryvoting        | Juryvoting         | Juryvoting | Juryvoting | Zuschauerstimmen (Televoting & SMS) | Zuschauerstimmen (Televoting & SMS) | Gesamt |
| Platz | Startnr. | Interpret                         | Lied Musik (M) und Text (T)                                             | Sprache  | Übersetzung (Inoffiziell)               | Vladimir Marićić | Katarina Gojković | Aleksander Peković | Gesamt     | Punkte     | Stimmen                             | Punkte                              | Gesamt |
| ----- | -------- | --------------------------------- | ----------------------------------------------------------------------- | -------- | --------------------------------------- | ---------------- | ----------------- | ------------------ | ---------- | ---------- | ----------------------------------- | ----------------------------------- | ------ |
| 01.   | 09       | Beauty Queens                     | Zavet M: Vladimir Graić; T: Vladimir Graić, Saša Milošević Mare         | Serbisch | Der Bund                                | 6                | 12                | 12                 | 30         | 12         | 1.749                               | 10                                  | 22     |
| 02.   | 20       | Jelena Tomašević feat. Bora Dugić | Oro M: Željko Joksimović; T: Dejan Ivanović                             | Serbisch | Oro                                     | 7                | 8                 | 8                  | 23         | 10         | 4.409                               | 12                                  | 17     |
| 03.   | 08       | Aleksa Jenić & Ana Štajdohar      | Beli jablan M: Boris Krstajić; T: Boban Janković                        | Serbisch | Weiße Pappel                            | –                | 5                 | 10                 | 15         | 5          | 1.288                               | 7                                   | 12     |
| 04.   | 01       | Studio Alektik & Cveta Majtanović | Iznad nas M: Petar Jelić; T: Aleksandra Berček                          | Serbisch | Über uns                                | 3                | 2                 | 4                  | 09         | 3          | 1.732                               | 8                                   | 12     |
| 05.   | 18       | Ognjen i prijatelji               | Čučemo, čućete! M: Ognjen Popović; T: Tijana Mangović, Ivan Aleksijević | Serbisch | Wir werden hören, Du wirst hören hören! | 12               | 7                 | 7                  | 26         | 10         | 0208                                | 0                                   | 10     |
| 06.   | 06       | Betty Boop                        | Kvar M/T: Ognjen Cvekić                                                 | Serbisch | Zusammenbruch                           | 2                | 4                 | 3                  | 09         | 3          | 0872                                | 6                                   | 09     |
| 07.   | 16       | Marko Vulinović                   | Sala ili nikada M: Vladimir Preradović; T: Marko Vulinović              | Serbisch | Jetzt oder nie                          | 8                | 10                | 6                  | 24         | 8          | 0204                                | 0                                   | 08     |
| 08.   | 11       | Lejla Hot                         | Da si ti M/T: Lejla Hot                                                 | Serbisch | Wenn du hier wärst                      | 10               | 6                 | 5                  | 21         | 6          | 0219                                | 0                                   | 06     |
| 09.   | 02       | Drum'n'Zez                        | Dunav M: Dram'n'zez; T: Vojislav Malešev                                | Serbisch | Donau                                   | –                | –                 | –                  | 0          | 0          | 0774                                | 5                                   | 05     |
| 10.   | 17       | Zoe Kida & Zemlja Gruva           | Čudesni svetovi M/T: Zemlja gruva                                       | Serbisch | Wundersame Welten                       | –                | 1                 | 1                  | 02         | 0          | 0527                                | 4                                   | 04     |
| 11.   | 07       | Sloba Bajić                       | Prečica do dna M/T: Dragana Jovanović                                   | Serbisch | Ein kleiner Schritt nach unten          | –                | –                 | –                  | 0          | 0          | 0266                                | 3                                   | 03     |
| 12.   | 03       | Negative                          | S tobom mih ostala M: Vuk Protić i Negativ; T: Vuk Protić               | Serbisch | Ich würde bei dir bleiben               | 3                | 2                 | 2                  | 09         | 2          | 0145                                | 0                                   | 02     |
| 13.   | 10       | Andreja Illić Bend                | Tijana M/T: Vladimir Jovančić                                           | Serbisch | –                                       | –                | –                 | –                  | 0          | 0          | 0255                                | 2                                   | 02     |
| 14.   | 13       | Tamara Nikezić                    | Nisi prvi M/T: Leontina Vukomanović                                     | Serbisch | Du bist nicht der erste                 | 5                | –                 | –                  | 05         | 1          | 0182                                | 0                                   | 01     |
| 15.   | 14       | Dejan Vozlić                      | Ako me čukeš M/T: Dejan Vozlić                                          | Serbisch | Wenn du mich hören könntest             | –                | –                 | –                  | 0          | 0          | 0230                                | 1                                   | 01     |
| 16.   | 19       | Denis i Obule                     | Bezimena M/T: Bane Opačić                                               | Serbisch | Namenlos                                | –                | –                 | –                  | 0          | 0          | 0190                                | 0                                   | 0      |
| 17.   | 04       | Mogul                             | Možda baš M: Nihad Petonjić; T: Ana Petonjić                            | Serbisch | Nur vielleicht                          | –                | –                 | –                  | 0          | 0          | 0149                                | 0                                   | 0      |
| 18.   | 05       | Nenad Ćeranić                     | Slepa ulica M: Srđan Simić Kamba; T: Antonija Šola                      | Serbisch | Blinde Gasse                            | –                | –                 | –                  | 0          | 0          | 0135                                | 0                                   | 0      |
| 19.   | 15       | Zana                              | U život kockam se… M: Žika Zana; T: Jelena Zana                         | Serbisch | Mit meinem Lebens spielen               | –                | –                 | –                  | 0          | 0          | 0129                                | 0                                   | 0      |
| 20.   | 12       | Ivana Ćosić                       | Kao da hodam M/T: Ivana Ćosić                                           | Serbisch | Als würde ich gehen                     | 1                | –                 | –                  | 01         | 0          | 0068                                | 0                                   | 0      |

## Finale
Im Finale am 10. März 2008 setzte Jelena Tomašević und Bora Dugić mit ihrem Lied Oro sowohl im Jury- als auch im Televoting durch.
| Platz | Startnr. | Interpret                         | Lied Musik (M) und Text (T)                                             | Sprache  | Übersetzung (Inoffiziell)               | Juryvoting       | Juryvoting        | Juryvoting         | Juryvoting | Juryvoting | Zuschauerstimmen (Televoting & SMS) | Zuschauerstimmen (Televoting & SMS) | Gesamt |
| Platz | Startnr. | Interpret                         | Lied Musik (M) und Text (T)                                             | Sprache  | Übersetzung (Inoffiziell)               | Vladimir Marićić | Katarina Gojković | Aleksander Peković | Gesamt     | Punkte     | Stimmen                             | Punkte                              | Gesamt |
| ----- | -------- | --------------------------------- | ----------------------------------------------------------------------- | -------- | --------------------------------------- | ---------------- | ----------------- | ------------------ | ---------- | ---------- | ----------------------------------- | ----------------------------------- | ------ |
| 01.   | 07       | Jelena Tomašević feat. Bora Dugić | Oro M: Željko Joksimović; T: Dejan Ivanović                             | Serbisch | Oro                                     | 12               | 8                 | 12                 | 32         | 12         | 8.653                               | 12                                  | 24     |
| 02.   | 05       | Aleksa Jenić & Ana Štajdohar      | Beli jablan M: Boris Krstajić; T: Boban Janković                        | Serbisch | Weiße Pappel                            | 10               | 5                 | 8                  | 23         | 10         | 3.634                               | 10                                  | 20     |
| 03.   | 02       | Beauty Queens                     | Zavet M: Vladimir Graić; T: Vladimir Graić, Saša Milošević Mare         | Serbisch | Der Bund                                | 7                | 6                 | 10                 | 23         | 8          | 3.504                               | 8                                   | 16     |
| 04.   | 01       | Betty Boop                        | Kvar M/T: Ognjen Cvekić                                                 | Serbisch | Zusammenbruch                           | 5                | 10                | 6                  | 21         | 7          | 1.510                               | 6                                   | 13     |
| 05.   | 06       | Studio Alektik & Cveta Majtanović | Iznad nas M: Petar Jelić; T: Aleksandra Berček                          | Serbisch | Über uns                                | 8                | 4                 | 4                  | 16         | 4          | 2.525                               | 7                                   | 11     |
| 06.   | 10       | Lejla Hot                         | Da si ti M/T: Lejla Hot                                                 | Serbisch | Wenn du hier wärst                      | 4                | 7                 | 7                  | 18         | 5          | 0732                                | 3                                   | 08     |
| 07.   | 04       | Marko Vulinović                   | Sala ili nikada M: Vladimir Preradović; T: Marko Vulinović              | Serbisch | Jetzt oder nie                          | 3                | 12                | 5                  | 20         | 6          | 0311                                | 1                                   | 07     |
| 08.   | 09       | Zemlja Gruva                      | Čudesni svetovi M/T: Zemlja gruva                                       | Serbisch | Wundersame Welten                       | 1                | 2                 | 2                  | 05         | 2          | 0784                                | 4                                   | 06     |
| 09.   | 03       | Drum'n'Zez                        | Dunav M: Dram'n'zez; T: Vojislav Malešev                                | Serbisch | Donau                                   | 2                | 1                 | 1                  | 04         | 1          | 1.020                               | 5                                   | 06     |
| 10.   | 08       | Ognjen i prijatelji               | Čučemo, čućete! M: Ognjen Popović; T: Tijana Mangović, Ivan Aleksijević | Serbisch | Wir werden hören, Du wirst hören hören! | 6                | 3                 | 3                  | 12         | 3          | 0425                                | 2                                   | 05     |